# Palazzo Venezia

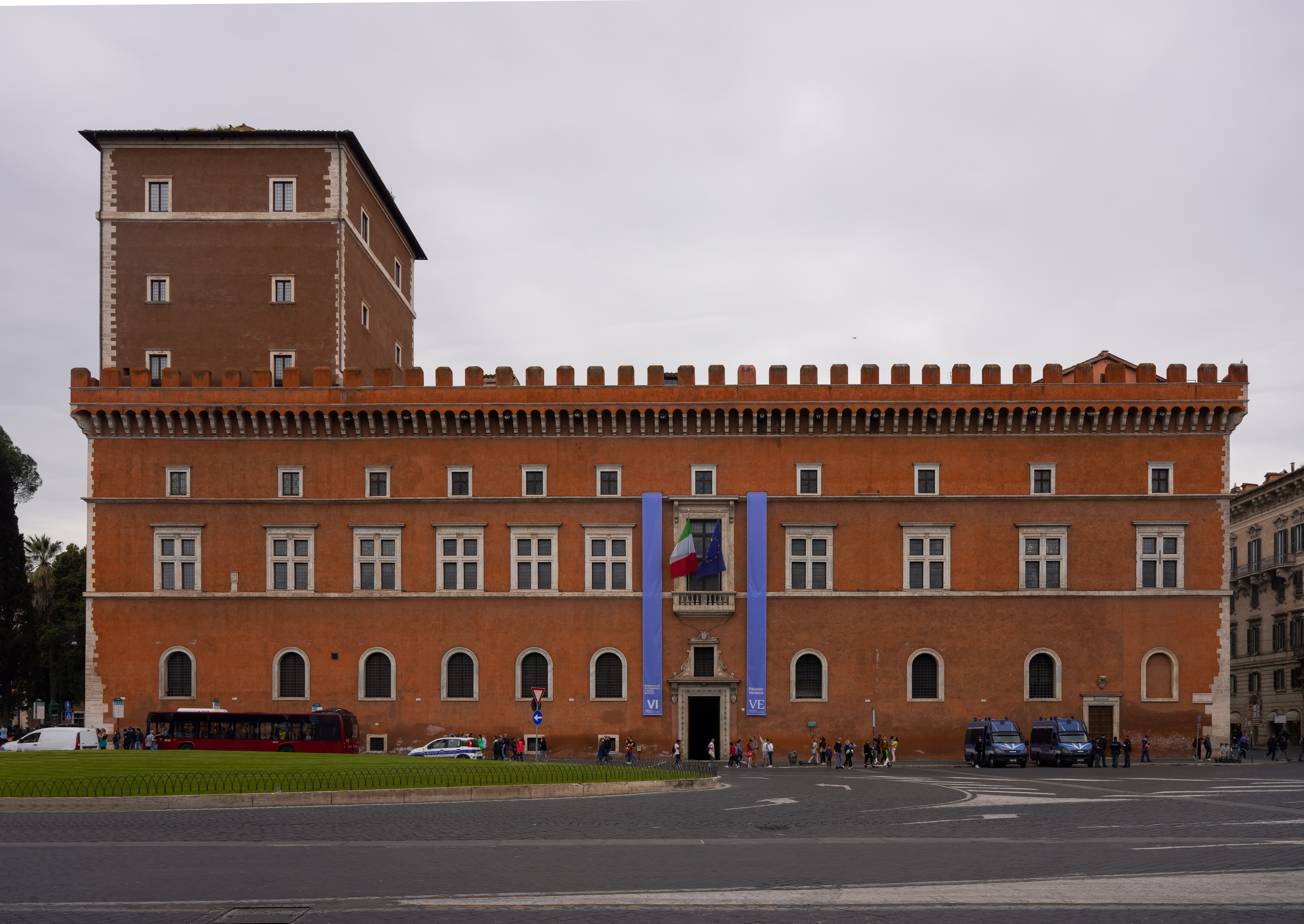
Vista do palácio na Piazza Venezia, com o Palazzo Bonaparte à direita bem no começo da Via del Corso. À esquerda, a Piazza San Marco. Antigamente o Palazzetto Venezia ficava no grande espaço vazio em primeiro plano e agora ele está ao lado da praça, à esquerda (não visível).

Palazzo Venezia ou Palazzo Barbo é um palácio localizado na esquina da Piazza Venezia com a Via del Plebiscito no rione Pigna de Roma. Atualmente abriga o Museo nazionale di Palazzo Venezia, a sede do Istituto Nazionale di Archeologia e Storia dell'Arte (INASA) e a Biblioteca di Archeologia e Storia dell'Arte. A partir de 2014, passou também a sediar o Polo Museale del Lazio.
O palácio, que foi construído anexando edifícios preexistentes, era essencialmente articulado em dois corpos distintos: o chamado Palazzetto Venezia, que ficava originalmente de frente para a Piazza Venezia na Via San Venanzio, construído a partir de 1455, e o corpo principal, com o dobro do tamanho e delimitado entre a praça, a Via del Plebiscito e a Via degli Astalli. Na esquina da praça, como se fosse uma dobradiça entre as duas fachadas, se ergue a Torre della Biscia. Depois da demolição e reconstrução, o palacete mudou para o outro lado da Piazza San Marco, no moderno Largo Enrico Berlinguer.

## História
O palácio foi construído entre 1455 e 1467 por encomenda do cardeal veneziano Pietro Barbo, sobrinho do papa Eugênio IV e que em seguida foi eleito papa com o nome de Paulo II. Como era costume na época, em sua construção foram utilizados materiais recuperados de edifícios mais antigos (spolia), incluindo travertino retirado do Coliseu e do Teatro de Marcelo. A autoria do projeto, um dos primeiros e mais importantes edifícios civis do renascimento romano, é incerta. Alguns citam Leon Battista Alberti, muito ativo na época, outros Giuliano da Maiano, que seguramente é o autor do portão principal, e outros ainda, Bernardo Rossellino. Mais recentemente, muito crédito tem sido dado à recente atribuição a Francesco del Borgo, um ativo arquiteto da corte do papa Nicolau V. 

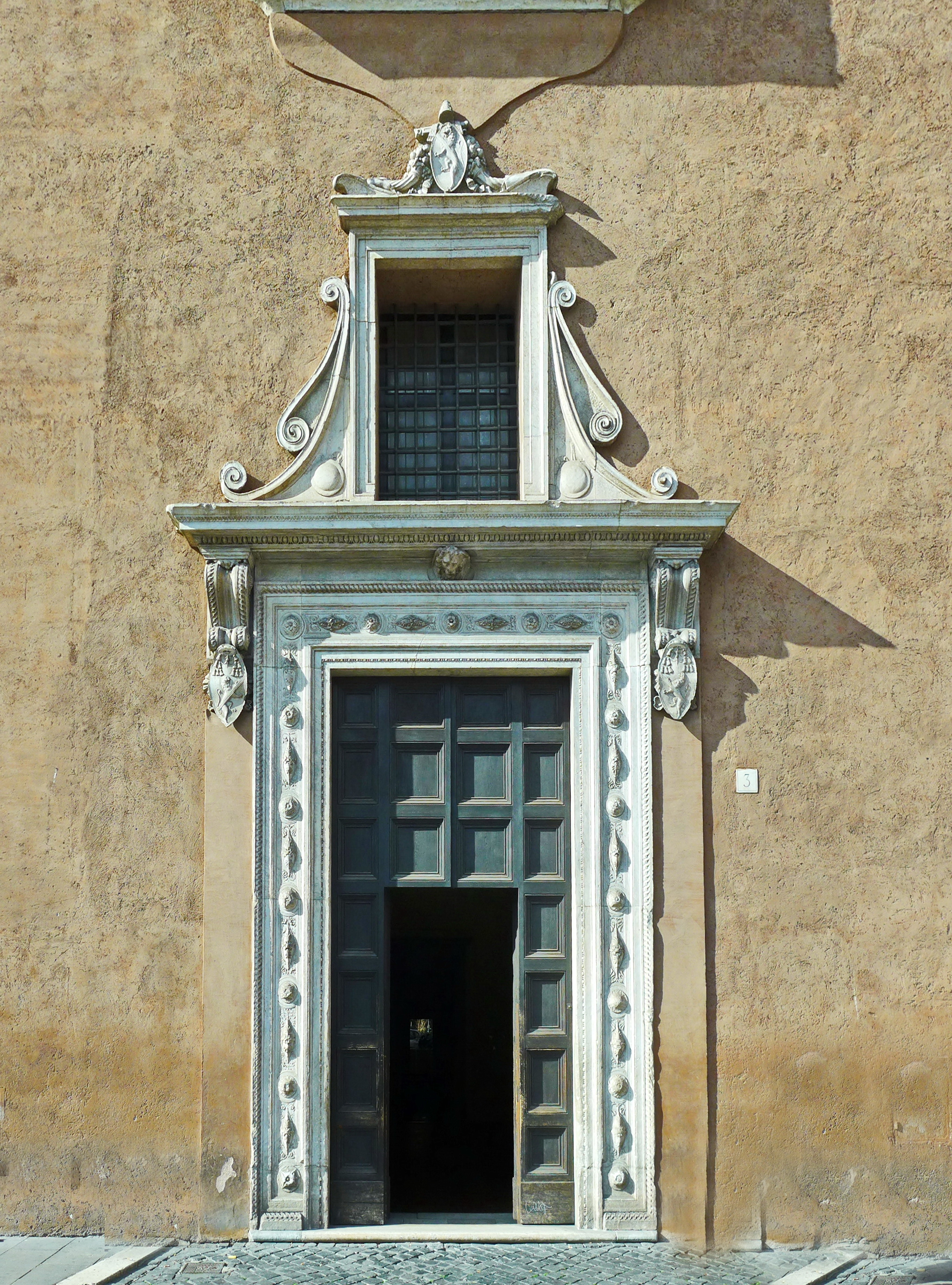
Portal principal.

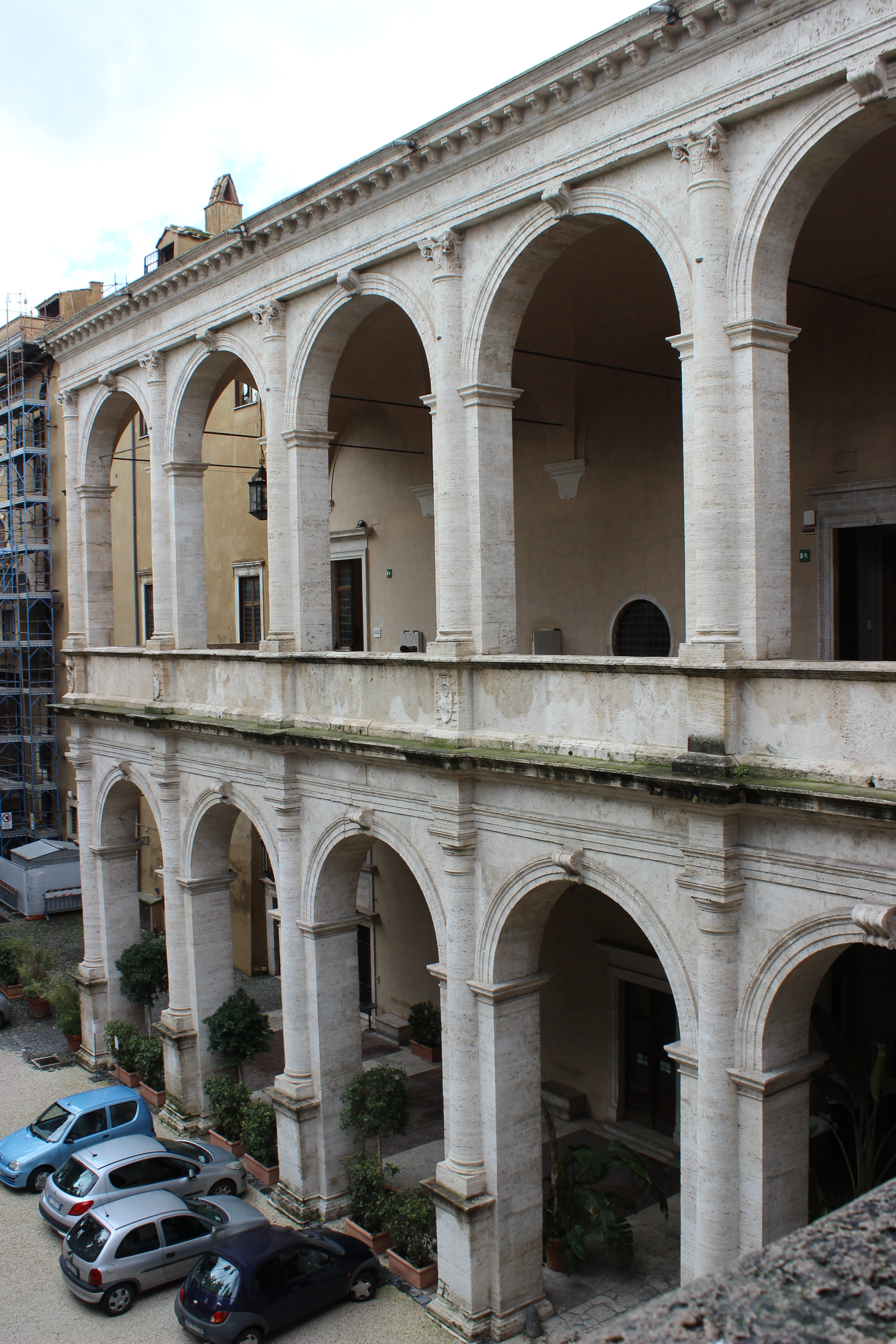
Arcadas do pátio interno.

O "Palacete Venezia" (em italiano:  Palazzeto Venezia) foi construído em 1467 como um jardim privado do Palazzo Venezia, elevado e rodeado por muros e arcadas abertas. Em 1501, o cardeal Lorenzo Cybo de Mari terminou as reformas na chamada "Sala Regia" e posicionou na fachada do edifício uma das famosas estátuas falantes de Roma conhecida como Madama Lucrezia, ainda hoje localizada na Piazza San Marco. Em 1537, o papa Paulo III o anexou através de um corredor suspenso, uma espécie de "Passetto", à sua própria torre, localizada na encosta do monte Capitolino. Na frente do edifício ficavam duas colunas trazidas das Termas de Caracala e que foram levadas no século XVI para a Piazza Farnese.
Em 1470, o papa Paulo II mudou o local das famosas corridas de cavalos que até então eram realizadas no Monte Testaccio para a Via Lata e colocou a linha de chegada em frente ao seu palácio, uma decisão que teve grande influência no desenvolvimento da área. A Via Lata passou a ser conhecida como Via del Corso a partir daí ("corsa" é "corrida" em italiano) e muitas famílias importantes de Roma construíram suas residências palaciais na via para poder assistir às corridas no carnaval romano. A mais famosa era a Corsa dei barbieri.
O palácio continuou servindo como residência papal até 1564, quando o papa Pio IV presenteou parte do edifício à República de Veneza por causa da origem do Paulo II. Uma seção do edifício passou a ser residência dos embaixadores venezianos e outra, a do cardeal-presbítero do título de São Marcos, da vizinha basílica de São Marcos. Em 1797, depois que Napoleão conquistou Veneza, o edifício passou para o Império Austríaco para ser utilizado também como embaixada (a partir de 1867, do Império Austro-Húngaro). Em 1916, durante a Primeira Guerra Mundial, o palácio foi confiscado pelo estado italiano e, em 16 de setembro de 1929, Benito Mussolini instalou ali seu próprio quartel- na Sala del Mappamondo (vide abaixo): durante todos os anos do fascismo, as luzes desta sala jamais eram apagadas para passar a mensagem de que o governo jamais descansava. Era do balcão do Palazzo Venezia, o mesmo utilizado por Paulo II para apreciar a corsa, que Mussolini se dirigia às multidões nas ocasiões mais importantes, como em 1940, quando a Itália declarou guerra à França e ao Reino Unido dando início à participação do país na Segunda Guerra Mundial.
Em 1909, durante as obras de abertura da nova Piazza Venezia, foi decidida a demolição do palacete para abrir espaço para o Vittoriano; ele foi desmontado de sua posição na esquina sudeste do palácio e foi reconstruído geminado na fachada meridional do corpo principal, entre a Piazza San Marco e a Via degli Astalli, ao lado da basílica de San Marco, uma obra conduzida por Camillo Pistrucci. A reconstrução do palacete, contudo, não foi fiel, porque sua planta trapezoidal foi regularizada e o número de arcadas de frente para o pátio interno foi reduzido. As mísulas no primeiro piso revelam a posição do jardim em relação ao edifício original, o qual, seja pelo fechamento dos arcos realizado no século XVIII, seja pela construção de um segundo piso, mudou consideravelmente de aparência. A Cappella della Beata Vergine, conhecida também como Cappella della Madonna delle Grazie, foi também remontada no interior do Palazzo Venezia.
O palácio abriga atualmente o Museo Nazionale di Palazzo Venezia, que reúne, entre outras obras, esculturas de terracota de Bernini, e a Biblioteca Nazionale d'Arte, que está atualmente fechada. Pela praça se dá a entrada para a Biblioteca di Archeologia e Storia dell'Arte, um ponto de referência de padrão mundial para estudos de arqueologia e história da arte, que ocupa boa parte do piso térreo, os quatro pisos seguintes e toda a Torre della Biscia.

## Descrição
No palácio propriamente dito, construído a partir de 1466, se percebe uma estrutura mais fiel aos modelos antigos que testemunha uma profundidade da compreensão de evolução mais gradual. O vestíbulo com teto em caixotões é o primeiro exemplo de utilização na arquitetura moderna de concreto no estilo antigo, com cimbres e moldes, lembrando o Panteão ou a Basílica de Maxêncio.
A fachada do palácio de frente para a praça é coroada por merlões e mísulas e é caracterizada pela grande torre que, em 1546, perdeu seus merlões e foi recoberta por um telhado. No piso térreo se abre um portal do século XV decorado com losangos e com uma arquitrave ornada por uma cabeça de leão; dos lados estão dois brasões do cardeal Marco Barbo, sobrinho e herdeiro de Pietro Barbo. No mezzanino está uma fileira de janelas curvas. No primeiro piso estão dez janelas em cruz com a inscrição "PAULUS VENETUS PAPA SECUNDUS" e o brasão do papa Paulo II; a varanda é de 1714. O apartamento privado do papa, conhecido como "Apartamento Barbo", está no piso nobre do edifício, no lado sudeste (na prática, encostado à Basílica de San Marco) e sua construção provavelmente remonta à época do cardinalato de Pietro Barbo, apesar de as modificações realizadas no palácio depois de 1464 terem afetado também estes quartos. Os cômodos principais do apartamento são a dita "Camera della Torre", utilizada provavelmente como escritório privado (corresponde às duas janelas abertas no lado mais curto e à primeira janela da fachada principal); depois vem o quarto de dormir do pontífice (a segunda janela) e depois a chamada "Sala del Pappagallo" (terceira e quarta janelas), cujo nome é uma referência a um papagaio de posse do papa e para cuja manutenção ele não poupava gastos. O último cômodo, que dá acesso à parte monumental do palácio, é a "Sala dei Paramenti" (quinta e sexta janelas), assim chamada por que ali ficavam as roupas sagradas de Paulo II. Este cômodo é conhecido também como "Sala delle Fatiche d'Ercole" por causa da decoração no friso que corre sobre o teto de madeira representando os doze trabalhos de Hércules.
Em seguida vêm os chamados "Salões Monumentais", os ambientes de representação na época da ascensão ao trono papal de Paulo II e que obrigaram a inversão do percurso interior no apartamento papal. De fato, a primeira sala depois da "Sala del Pappagallo" é a "Sala del Mappamondo" (correspondente ao balcão e às janelas seguintes, a sétima e a oitava), conhecida também como "Aula Tertia" por causa da antiga ordem do percurso de ingresso, cujo nome é uma referência ao grande planisfério que originalmente ficava no centro da parede maior e que foi colocado num suporte móvel pelo cosmógrafo veneziano Girolamo Bellavista. No decurso do século XVII, as paredes foram decoradas com pequenas vistas e cenas marinhas e é neste período provavelmente que o grande globo do século XV desapareceu. No século XVIII, com base no brasão cardinalício dos Barbo, que foi construída a grande lareira atribuída a Mino da Fiesole e Giovanni Dalmata, decorada com um friso com fitas, folhas e frutas. Depois vem a chamada "Aula Seconda", conhecida também como "Sala del Concistorio" (nona e décima janelas da fachada principal e as primeiras quatro da fachada na Via del Plebiscito), por causa do colégio de cardeais ("consistório") que ali se reunia (pela última vez em 1597, na época do papa Clemente VIII), e "Sala delle Battaglie", por causa dos locais e datas das principais batalhas da Primeira Guerra Mundial citados nas paredes. No século XVIII, esta sala foi chamada também de "Sala dei Cinque Lustri", por causa dos lustres em vidro de Murano que a iluminavam. Era neste local que se realizavam os grandes bailes organizados pelos embaixadores venezianos e outros célebres eventos musicais: em 1724, ali foi realizada um evento em homenagem ao recém-eleito papa Bento XIII Orsini; em 1770, ali se realizou um concerto do jovem Wolfgang Amadeus Mozart, então com apenas quatorze anos; e, em 1842, Gioacchino Rossini ali dirigiu pela primeira vez seu Stabat Mater. A última sala é a chamada "Sala Regia" (as cinco últimas janelas na Via del Plebiscito), que era o salão de acesso original e, por isto, era conhecida também como "Aula Prima". Seu nome é uma alusão à sua função como recepção de reis e outros poderosos personagens que ali encontravam o papa. Ela é conhecida ainda como "Sala Maxima" por causa de seus 37 metros de comprimento. No lado da Via del Plebiscito, a fachada se abre num notável portal a partir do qual se entra no Museo Nazionale del Palazzo di Venezia.
O palacete é um exemplo pragmático gosto arquitetônico que ganhava popularidade no início do renascimento romano. No pátio do palacete estão elementos recuperados da arquitetura romana, combinados, porém, sem nenhum rigor filológico, privilegiando a funcionalidade em detrimento à aderência rígida a um modelo. Essa composição lembra o modelo do antigo viridário (em latim: viridarium; "jardim") e se inspirou no Coliseu em suas ordens arquitetônicas sobrepostas e no beiral com friso e mísulas. A amplitude dos arcos foi, contudo, diminuída e simplificada para que não ficassem imponentes demais em relação ao ambiente no qual estavam inseridos. No pátio se percebe, além disto, uma tentativa de solução do problema da conformação dos ângulos, nos quais as colunas estreitas substituíram as robustas pilastras, o que resultou num elemento angular no formato de um pilar em "L".

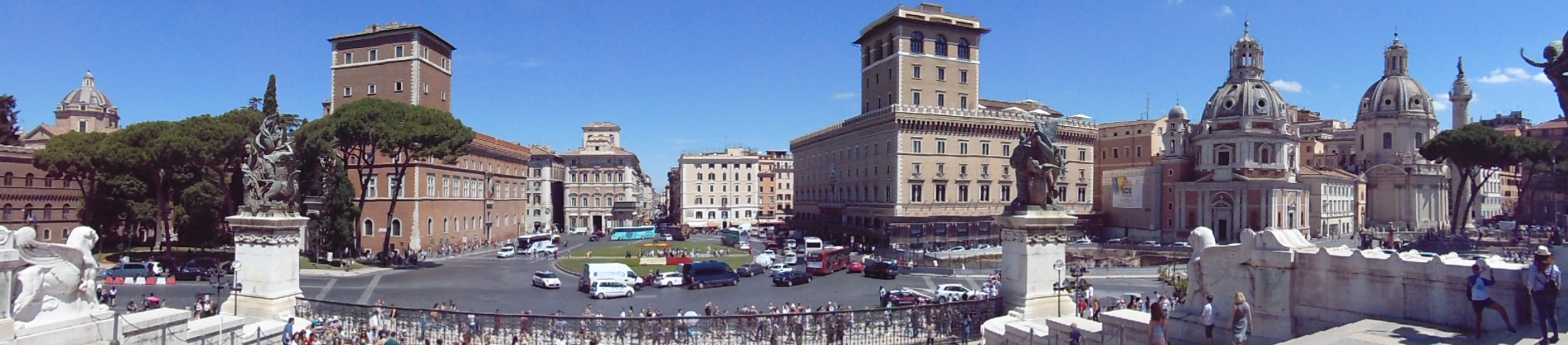
Vista da Piazza Venezia a partir do Vittoriano. O Palazzo Venezia está à esquerda e à sua frente, o Palazzo delle Assicurazioni Generali, construído na década de 1930 para ser seu par simétrico. À direita, as duas igrejas gêmeas de frente para a Coluna de Trajano, Santa Maria di Loreto e Santissimo Nome di Maria. Bem de frente, no meio da foto, está a Via del Corso.